# در شهر سیلویا
در شهر سیلویا (به اسپانیایی: En la Ciudad de Sylvia) فیلمی به کارگردانی خوزه لوئیس گرین محصول سال ۲۰۰۷ کشور اسپانیا است.